# Балканска чесновница
Балканските чесновници (Pelobates balcanicus) са вид сухоземни жаби от семейство Чесновникови (Pelobatidae).
Описана е за пръв път през 1938 година от Станко Караман като подвид на сирийската чесновница (P. syriacus), но съвременните изследвания я обособяват в самостоятелен вид.

## Разпространение
Балканската чесновница се среща на Балканския полуостров до Банат на северозапад. В България е разпространена в южната част на страната и по крайбрежието на Черно море и Дунав при надморска височина до 350 m.
Обитава главно местности с много рохкава почва (льос, пясък, затревени и подвижни дюни), включително обработваеми земи.

## Начин на живот и хранене
Балканската чесновница е активна нощем, като деня прекарва заровена в почвата, а през нощта излиза на повърхността. Храни се с насекоми, мекотели, стоножки, паякообразни. Зимува също заровена в почвата.

## Размножаване
През пролетта балканската чесновница снася яйцата си в малки водоеми, включително временни локви. Характерно за чесновниците е, че техните ларви и малки жабчета са значително по-големи от тези на други видове жаби, включително такива, които са по-едри като възрастни. Ларвите на могат да достигнат дължина 165 mm, а новометаморфозиралите малки тежат средно 3,3 g.